# 4682 Bykov
4682 Bykov (1973 SO4) là một tiểu hành tinh vành đai chính được phát hiện ngày 27 tháng 9 năm 1973 bởi Chernykh, L. I. ở Nauchnyj.